# WorldSkills

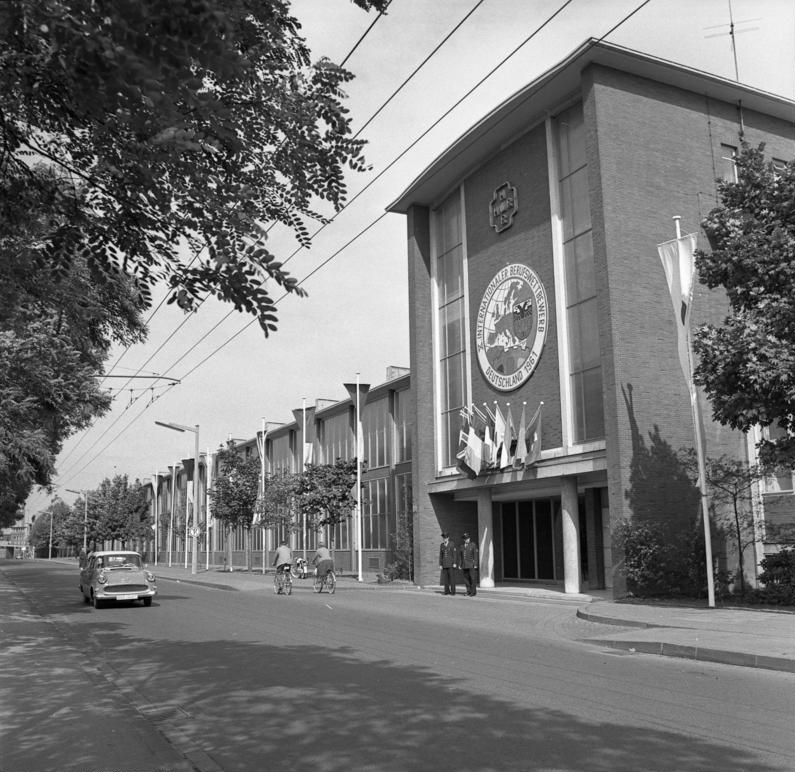
10. Internationaler Berufswettbewerb in Duisburg 1961, Eingang zur Firma Rheinstahl für die Wettbewerbe Stahlverarbeitende Berufe

WorldSkills ist ein Leistungsvergleich nicht-akademischer Berufe für Teilnehmer bis zu 23 Jahren. Bis zu den frühen 1990er Jahren hieß die Veranstaltung auf Deutsch Internationaler Berufswettbewerb. Inoffiziell sind auch die Namen Berufsolympiade oder Berufsweltmeisterschaft verbreitet. Ausgerichtet wird er von der Organisation WorldSkills International mit Sitz in Amsterdam.

## Geschichte
Seit 1950 wird dieser Leistungsvergleich abgehalten, wobei er bis 1957 immer in Madrid, dann bis 1969 nur in Europa und erst danach beginnend mit Tokio weltweit ausgetragen wurde.
Im Vordergrund stand unmittelbar nach dem Zweiten Weltkrieg der Gedanke der Völkerverständigung. Heute ist die Idee des Leistungstransfers vorherrschend. Für den internationalen Vergleich gibt es jeweils landesweit Vorentscheidungen, welche Teilnehmer zu den Wettbewerben geschickt werden.  Diese werden von den jeweiligen nationalen Verbänden ausgerichtet.
Die Veranstaltung fand bis 1971 jährlich und findet seitdem nur noch zweijährlich in ungeraden Jahren statt. Die Anfänge lagen im Jahre 1950. Francesco Albert Vidal wurde beauftragt, einen Wettbewerb für Spanien und Portugal zu organisieren. Bis 1957 fand die Veranstaltung in Madrid statt. Jugendliche aus Deutschland, Großbritannien, Frankreich, Marokko und der Schweiz reisten anfangs unangekündigt und auf eigene Kosten zur Teilnahme an. 1958 fand die Veranstaltung erstmals außerhalb Spaniens in Brüssel statt. 1970 gab es die erste außereuropäische Austragung in Tokio.
Heute sind 82 Länder bzw. Regionen Mitglied. Es finden Wettbewerbe in über 50 Berufen mit und ca. 1600 Teilnehmern statt, teilnahmeberechtigt sind Personen bis maximal 22 Jahre.
In geraden Jahren findet mit EuroSkills seit 2008 eine europäische Meisterschaft statt, Ausrichter ist dort der ebenfalls in Amsterdam ansässige Verein WorldSkills Europe mit 30 europäischen nationalen Mitgliedsverbänden. Dort finden Wettbewerbe in ca. 45 Berufen mit rund 600 Teilnehmern statt. Teilnahmeberechtigt sind Personen bis maximal 25 Jahre. Auch hier erfolgt die Delegierung durch die nationalen Verbände aufgrund nationaler Meisterschaften.
Euroskill findet ab 5. September 2023 in Danzig statt.

## Disziplinen
Aktuell werden Weltmeisterschaften in 52 Disziplinen ausgetragen – diese werden auch aufgrund der Änderungen der Ausbildungsprofile laufend aktualisiert. Nicht alle Landesverbände nehmen an allen Disziplinen teil. Deutschland nimmt beispielsweise in 40 Disziplinen teil. Im Medaillenspiegel zeigt sich, dass insbesondere die Schweiz aus den deutschsprachigen Ländern immer sehr gute Platzierungen erreicht hat und bis auf 2001 das beste europäische Land war.
- 3D Digital Game Art
- Aircraft Maintenance (Flugzeugwartung)
- Architectural Stonemasonry (Steinmetz)
- Autobody Repair (Karosserieklempnerei/- spenglerei)
- Automobile Technology (Kfz-Mechatronik, Automobiltechnik)
- Bakery (Bäckerei)
- Beauty Therapy (Kosmetik, Schönheitspflege)
- Bricklaying (Maurer)
- Cabinetmaking (Möbelschreinerei)
- Car Painting (Autolackiererei)
- Carpentry (Zimmerer, Zimmermann)
- CNC Milling (CNC-Fräsen)
- CNC Turning (CNC-Drehen)
- Concrete Construction Work (Betonbau)
- Construction Metal Work (Metallbau)
- Cooking (Koch)
- Electrical Installations (Elektroinstallation)
- Electronics (Elektronik)
- Fashion Technology (Bekleidungstechnik)
- Floristry (Florist)
- Freight Forwarding (Spedition)
- Graphic Design Technology (Grafik-Designer)
- Hairdressing (Friseur/Coiffeur)
- Health and Social Care (Gesundheits- und Sozialpflege)
- Heavy Vehicle Technology (Schwere Fahrzeugtechnik)
- Industrial Control (Elektroinstallation/Anlagenelektrik)
- Industrial Mechanic Millwright (Industriemechanik Mühlenbau)
- Information Network Cabling (Netzwerkverkabelung)
- IT Network Systems Administration (IT-Netzwerktechnik)
- IT Software Solutions for Business (IT-Gewerbesoftwarelösungen)
- Jewellery (Goldschmied)
- Joinery (Bauschreinerei)
- Landscape Gardening (Landschaftsgärtnerei)
- Manufacturing Team Challenge
- Mechanical Engineering CAD (Maschinenbau CAD)
- Mechatronics (Mechatronik)
- Mobile Robotics (Mobile Robotik)
- Painting and Decorating (Dekorateur, Dekorationsmalerei)
- Pâtisserie and Confectionery (Konditorenhandwerk)
- Plastering and Drywall Systems (Putz.- und Trockenbau)
- Plastic Die Engineering (Kunststoff-Werkzeigbau)
- Plumbing and Heating (Sanitär- und Heizungsinstallation)
- Polymechanics and Automation (Polymechanik, Automation)
- Print Media Technology (Drucktechnik/Druckmedientechnologie)
- Prototype Modelling (Modellbau)
- Refrigeration and Air Conditioning (Kühl- und Kältetechnik)
- Restaurant Service (Restaurantfachkraft, -bedienung)
- Visual Merchandising
- Wall and Floor Tiling (Fliesenleger)
- Water Technology (Wassertechnologie)
- Web Technologies (Webtechnologie)
- Welding (Schweißen)

Daneben existieren noch Demonstrationswettbewerbe (für 2009 unter anderem Gipser und Stahlbauschlosser).

## Austragungsorte des Wettbewerbs
Die Wettbewerbe werden seit 1950 ausgetragen. Die ersten 7 fanden in Madrid statt (Spanien und Portugal haben den Wettbewerb begründet) der erste in einer anderen europäischen Stadt fand 1958 in Brüssel sowie der erste außerhalb Europas 1970 in Tokyo statt.
- 47. 2024 Lyon, Frankreich
- 46. TBD* Shanghai, VR China
- 45. 2019 Kasan, Russland
- 44. 2017 Abu Dhabi, UAE
- 43. 2015 São Paulo, Brasilien
- 42. WS 2013 Leipzig, Deutschland
- 41. 2011 London, GB
- 40. WS 2009 Calgary, Kanada
- 39. 2007 Shizuoka, Japan
- 38. 2005 Helsinki, Finnland
- 37. 2003 St. Gallen, Schweiz
- 36. 2001 Seoul, Südkorea
- 35. 1999 Montreal, Kanada
- 34. 1997 St. Gallen, Schweiz
- 33. 1995 Lyon, Frankreich
- 32. 1993 Taipeh, Taiwan
- 31. 1991 Amsterdam, Niederlande
- 30. 1989 Birmingham, GB
- 29. 1988 Sydney, Australien
- 28. 1985 Osaka, Japan
- 27. 1983 Linz, Österreich
- 26. 1981 Atlanta USA
- 25. 1979 Cork, Irland
- 24. 1978 Busan, Südkorea
- 23. 1977 Utrecht, Niederlande
- 22. 1975 Madrid, Spanien
- 21. 1973 München, Deutschland
- 20. 1971 Gijón, Spanien
- 19. 1970 Tokio, Japan
- 18. 1969 Brüssel, Belgien
- 17. 1968 Bern, Schweiz
- 16. 1967 Madrid, Spanien
- 15. 1966 Utrecht, Niederlande
- 14. 1965 Glasgow, Großbritannien
- 13. 1964 Lissabon, Portugal
- 12. 1963 Dublin Irland
- 11. 1962 Gijón, Spanien
- 10. 1961 Duisburg, Deutschland
- 9. 1960 Barcelona, Spanien
- 8. 1959 Modena, Italien
- 7. 1958 Brüssel, Belgien
- 6. 1957 Madrid, Spanien
- 5. 1956 Madrid, Spanien
- 4. 1955 Madrid, Spanien
- 3. 1953 Madrid, Spanien
- 2. 1951 Madrid, Spanien
- 1. 1950 Madrid, Spanien

[*] - Wegen COVID-19-Pandemie verschoben, aber es kann praktisch in der Zwischenzeit gehalten werden

## Landesverbände
Der WorldSkills sind folgende Landesverbände angeschlossen: Dort finden die Qualifikationswettbewerbe und andere nationale Leistungsvergleiche statt. Auch die Mannschaften für die EuroSkills (Wettbewerb europäischer Länder) werden von dort delegiert.
| ISO | Land                         | Seit | Bezeichnung Landesorganisation                                               |
| --- | ---------------------------- | ---- | ---------------------------------------------------------------------------- |
| AE  | Vereinigte Arabische Emirate | 1997 | Emirates Skills                                                              |
| AR  | Argentinien                  | 2011 | Worldskills Argentina                                                        |
| AM  | Armenien                     | 2013 | Worldskills Armenia                                                          |
| AT  | Österreich                   | 1958 | SkillsAustria                                                                |
| AU  | Australien                   | 1981 | WorldSkills Australia                                                        |
| BD  | Bangladesch                  | 2017 | WorldSkills Bangladesh                                                       |
| BB  | Barbados                     | 2011 | WorldSkills Barbados                                                         |
| BE  | Belgien                      | 1998 | Skills Belgium                                                               |
| BH  | Bahrain                      | 2013 | WorldSkills Kingdom of Bahrain                                               |
| BN  | Brunei                       | 2000 | WorldSkills Brunei Darussalam                                                |
| BR  | Brasilien                    | 1981 | SENAI                                                                        |
| BY  | Belarus                      | 2014 | WorldSkills Belarus                                                          |
| CA  | Kanada                       | 1990 | Skills/Compétences Canada                                                    |
| CH  | Schweiz                      | 1953 | SwissSkills                                                                  |
| CL  | Chile                        | 2013 | WorldSkills Chile                                                            |
| CN  | Volksrepublik China          | 2010 | WorldSkills China                                                            |
| CO  | Kolumbien                    | 2008 | WorldSkills Colombia                                                         |
| CR  | Costa Rica                   | 2015 | WorldSkills Costa Rica                                                       |
| DE  | Deutschland                  | 1953 | WorldSkills Germany e. V.                                                    |
| DK  | Dänemark                     | 1998 | Skills, Cirius                                                               |
| DO  | Dominikanische Republik      | 2012 | WorldSkills Dominican Republic                                               |
| EC  | Ecuador                      | 2006 | Techna                                                                       |
| EE  | Estland                      | 2007 | Foundation for Lifelong Development Innove                                   |
| ET  | Ägypten                      | 2014 | WorldSkills Egypt                                                            |
| ES  | Spanien                      | 1950 | WorldSkills Spain                                                            |
| FI  | Finnland                     | 1988 | Skills Finland                                                               |
| FR  | Frankreich                   | 1953 | COFOM                                                                        |
| GE  | Georgien                     | 2012 | WorldSkills Georgia                                                          |
| GH  | Ghana                        | 2019 | WorldSkills Ghana                                                            |
| HK  | Hongkong                     | 1997 | Berufsbildungsrat                                                            |
| HR  | Kroatien                     | 2006 | Croatia Skills                                                               |
| HU  | Ungarn                       | 2006 | Nationales Institut der Berufsausbildung                                     |
| ID  | Indonesien                   | 2004 | Nationales Ausbildungsministerium                                            |
| IE  | Irland                       | 1956 | Department of Education and Science, National Skills Competition             |
| IL  | Israel                       | 2015 | WorldSkills Israel                                                           |
| IN  | Indien                       | 2007 | Indische Industriekonföderation                                              |
| IR  | Iran                         | 2000 | Technical & Vocational Training Organization TVTO                            |
| IS  | Island                       | 2007 | WorldSkills Iceland                                                          |
| IT  | Südtirol, Italien            | 1995 | Landesverband der Handwerker LVH                                             |
| JM  | Jamaika                      | 2004 | Vocational Training Development Institute                                    |
| JP  | Japan                        | 1961 | JAVADA                                                                       |
| KR  | Südkorea                     | 1966 | Human Resources Development Services                                         |
| KW  | Kuwait                       | 2012 | WorldSkills Kuwait                                                           |
| KZ  | Kasachstan                   | 2014 | WorldSkills Kazakhstan                                                       |
| LI  | Liechtenstein                | 1968 | WorldSkills Liechtenstein                                                    |
| LK  | Sri Lanka                    | 2012 | WorldSkills Sri Lanka                                                        |
| LU  | Luxemburg                    | 1957 | LuxSkills                                                                    |
| LV  | Lettland                     | 2010 | WorldSkills Latvia                                                           |
| MA  | Marokko                      | 1998 | Ausbildungsministerium                                                       |
| MN  | Mongolei                     | 2014 | WorldSkills Mongolia                                                         |
| MO  | Macau                        | 1983 | Department of Labour & Employment Affairs Head of Vocational Training Centre |
| MX  | Mexiko                       | 2006 | Generaldirektorium der Berufsausbildungszentren                              |
| MY  | Malaysia                     | 1992 | Arbeitsministerium Malaysia (BPPK)                                           |
| NA  | Namibia                      | 2011 | WorldSkills Namibia                                                          |
| NL  | Niederlande                  | 1962 | Skills Netherlands                                                           |
| NO  | Norwegen                     | 1990 | WorldSkills Norway                                                           |
| NZ  | Neuseeland                   | 1985 | Youth Skills New Zealand                                                     |
| OM  | Oman                         | 2009 | WorldSkills Oman                                                             |
| PH  | Philippinen                  | 1994 | TESDA                                                                        |
| PK  | Pakistan                     | 2017 | WorldSkills Pakistan                                                         |
| PL  | Polen                        | 2017 | WorldSkills Poland                                                           |
| PS  | Palästina                    | 2015 | WorldSkills Palestine                                                        |
| PT  | Portugal                     | 1950 | Instituto do Emprego e Formação Profissional IEFP                            |
| PY  | Paraguai                     | 2011 | WorldSkills Paraguay                                                         |
| RO  | Rumänien                     | 2016 | WorldSkills Romania                                                          |
| RU  | Russland                     | 2014 | WorldSkills Russia                                                           |
| SA  | Saudi-Arabien                | 2001 | GOTEVOT (jetzt Technical and Vocational Training Corporation TVTC)           |
| SE  | Schweden                     | 1994 | Youth Skills Sweden AB                                                       |
| SG  | Singapur                     | 1993 | Institute of Technical Education                                             |
| TH  | Thailand                     | 1993 | Department of Skill Development                                              |
| TN  | Tunesien                     | 1996 | Agence Tunisienne de la Formation Professionnelle                            |
| TR  | Türkei                       | 2009 | WorldSkills Turkey                                                           |
| TT  | Trinidad und Tobago          | 2012 | WorldSkills Trinidad and Tobago                                              |
| TW  | Taiwan (Chinese Taipei)      | 1970 | EVTA                                                                         |
| UA  | Ukraine                      | 2019 | WorldSkills Ukraine                                                          |
| UG  | Uganda                       | 2019 | WorldSkills Uganda                                                           |
| UK  | Großbritannien               | 1953 | UK Skills                                                                    |
| US  | USA                          | 1973 | SkillsUSA                                                                    |
| VE  | Venezuela                    | 2002 | INCE                                                                         |
| VN  | Vietnam                      | 2006 | Ministry of Labour, Invalids and Social Affairs                              |
| ZA  | Südafrika                    | 1990 | WorldSkills South Africa                                                     |
| ZM  | Sambia                       | 2014 | WorldSkills Zambia                                                           |

### Nationale Mitgliedsverbände deutschsprachig
- WorldSkills Deutschland
- WorldSkills Liechtenstein
- SkillsAustria Österreich
- SwissSkills Schweiz
- WorldSkills Italy – Südtirol (als einziger Verband aus Italien)